# Der Konzertdealer
Der Konzertdealer ist ein Dokumentarfilm von Sobo Swobodnik aus dem Jahr 2017.

## Inhalt
Sobo Swobodnik stellt in seiner Dokumentation den Konzertveranstalter Scumeck Sabottka vor. Dieser wird in seinem Alltag auf seinen Reisen und zwischen langwierigen Verhandlungen begleitet und zeigt, wie es in der Konzertbranche hinter den Kulissen zugeht.
Als Veranstalter bleibt „der Konzertdealer“ im Hintergrund und hat bereits für Bands wie Rammstein, Kraftwerk, Ramones, und Red Hot Chili Peppers gearbeitet.
Der Werdegang von Scumeck Sabottka wird durch ein von ihm gegebenes Radiointerview mit Bettina Rust in der Hörbar Rust gestützt.
Die Doku wird von der Musik von Dinos Chapman begleitet.

## Kritik
„Man nimmt dem Proträtierten durchaus seine echte Leidenschaft für die alternative Musik-Szene ab, trotzdem kommt man ihm als Protagonisten – und Menschen – nur selten wirklich nahe, was gar nicht so sehr an Swobodniks strengem Stil-Prinzip liegt.“